# Hyla cinerea
Ếch cây xanh Mỹ (danh pháp hai phần: Hyla cinerea) là một loài ếch cây Tân thế giới thuộc chi Hyla. Nó là loài vật nuôi làm cảnh phổ biến và là động vật lưỡng cư biểu tượng của các tiểu bang Georgia và Louisiana.

## Miêu tả

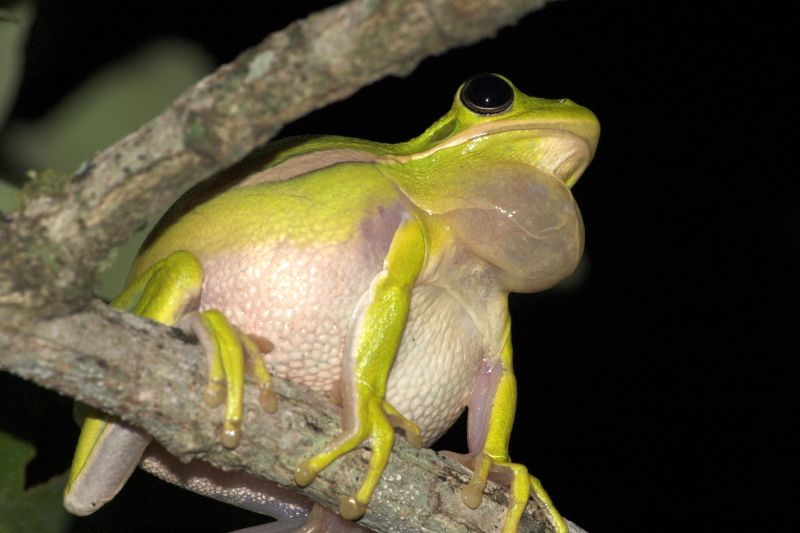
Với túi âm thanh

Loài ếch này có cỡ vừa, dài đến 6 cm. Thân chúng thường có màu xanh lá cây và màu sắc thay đổi từ ô liu hơi vàng sáng đến vàng chanh. Độ tối của màu có thể thay đổi phụ thuộc vào ánh sáng hoặc nhiệt độ. Có thể có các mảng vàng kim loại hoặc trắng trên da và chúng cũng có đường kẻ màu kem hoặc vàng lợt, trắng chạy dọc từ hàm hoặc môi trên đến háng. Chúng có da mượt và màng chân lớn. Bụng màu vàng đến trắng nhợt. Con đực có cổ họng có nếp nhắn (túi âm thanh) và hơi nhỏ hơn con cái.

## Phân bố
Loài ếch này được tìm thấy ở trung bộ và đông nam Hoa Kỳ, với phạm vi phân bó từ bờ đông Virginia]] đến đông nam Florida, với quần thể xa tận phía tây đến trung bộ Texas và về phía bắc tận Maryland và Delaware. 
Chúng thích môi trường sống nhiều cây thủy sinh nổi, cỏ và cỏ đuôi mèo ở các ao hồ nhỏ, đầm lầy, suối."
Phần lớn con cái ếch cây xanh Mỹ sinh sản một năm một lần nhưng có nhiều ổ trứng trong một mùa sinh sản. Trứng nở 14 ngày sau khi sinh.
Loài ếch này ăn côn trùng, thường là ruồi, muỗi và các côn trùng nhỏ khác như dế.

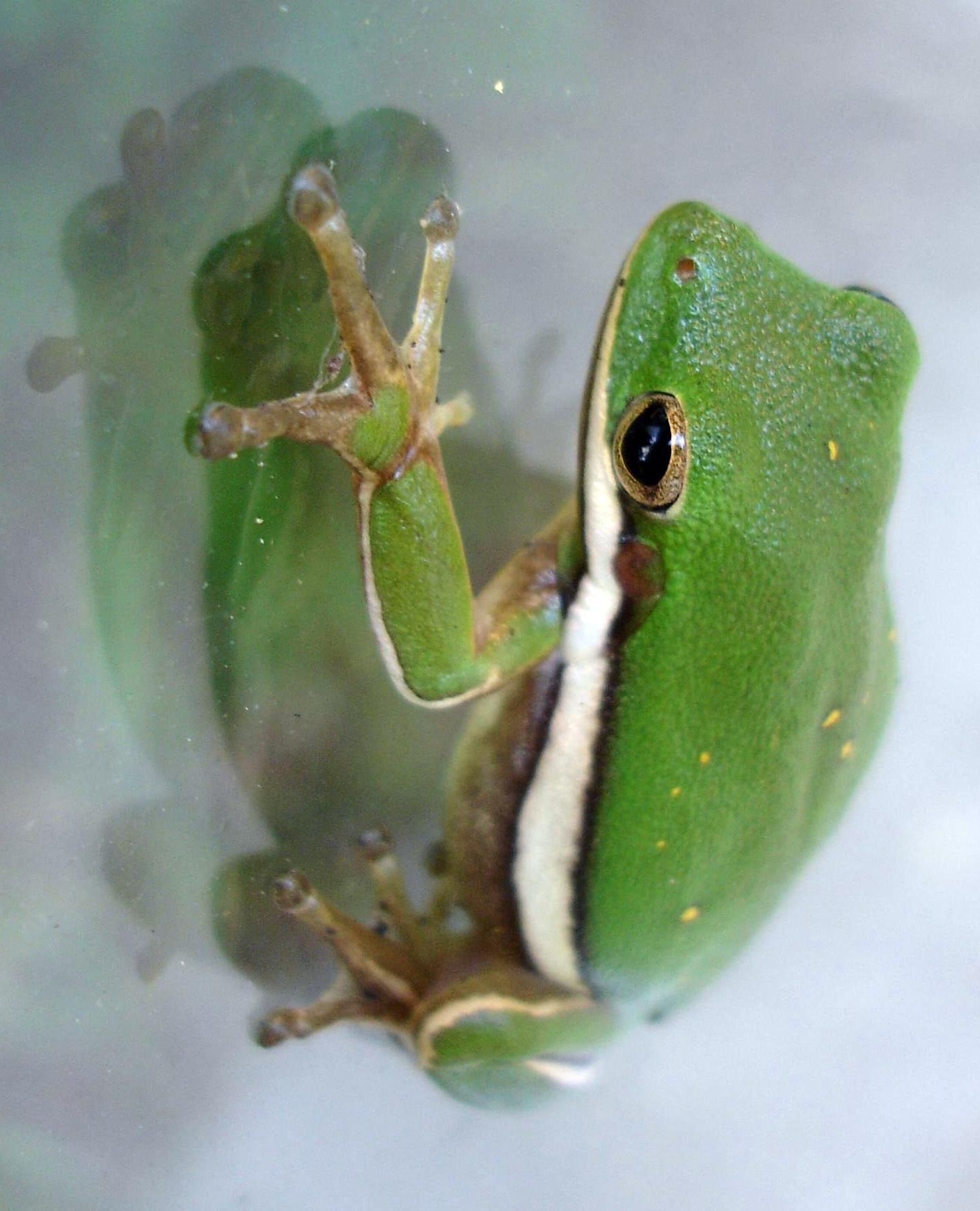

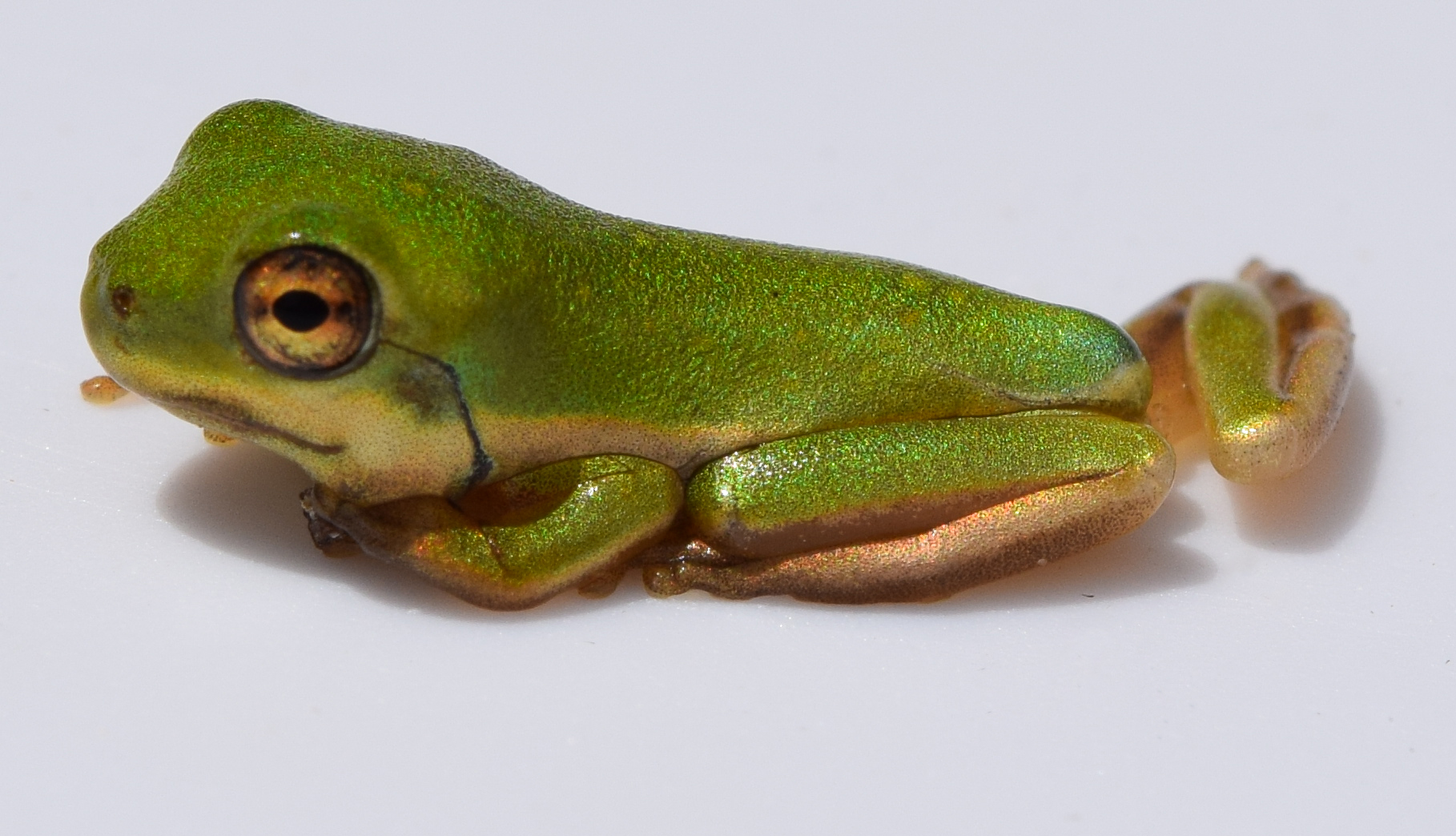
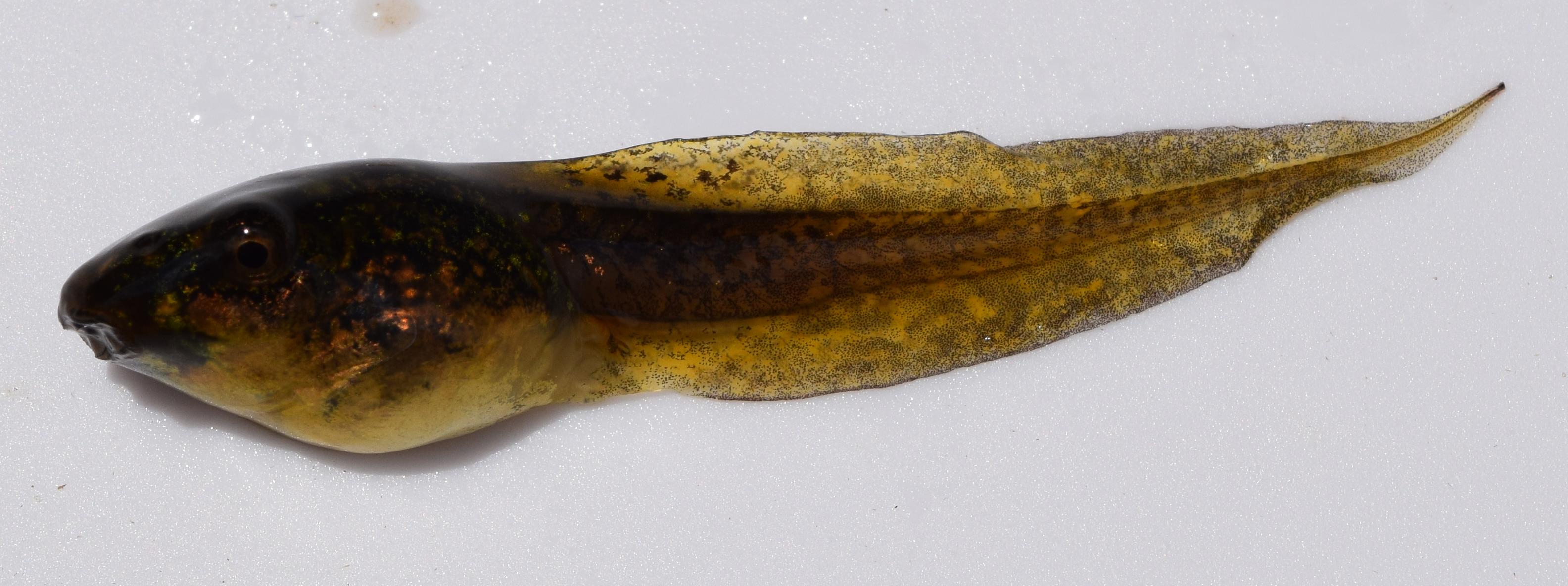
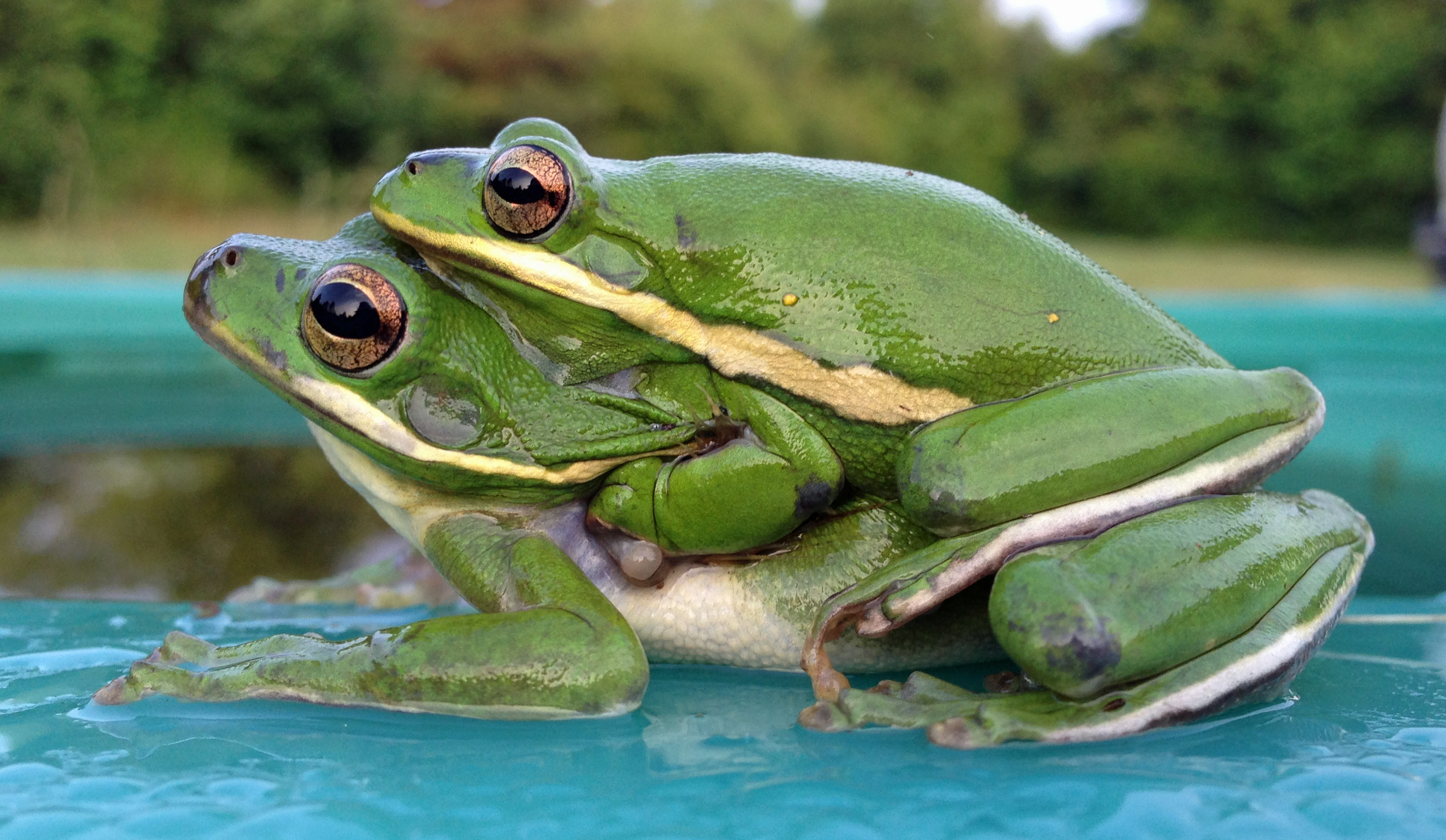